# فيت (مزيل شعر)
فيت ، والتي كانت تُعرف سابقًا باسم نيت وإيماك ، هي علامة تجارية كندية لمنتجات إزالة الشعر الكيميائية التي تصنعها شركة ريكيت بنكيزر البريطانية الهولندية.  يتم إنتاج كريمات إزالة الشعر والمستحضرات والجل والموس والشمع تحت هذه العلامة التجارية، مع بيع أنواع مختلفة منها دوليًا. كانت المنتجات السابقة التي تم إنتاجها تحت علامتي نيت وأيماك مماثلة لتلك المنتجة اليوم.

## روابط خارجية
- موقع فيت الإلكتروني
- فيت الهند
- فيت المملكة المتحدة